# Carlo Gambino
Carlo Gambino, född 24 augusti 1902 i Caccamo nära Palermo, Sicilien, död 15 oktober 1976 i Massapequa, Long Island, New York, var en italiensk-amerikansk maffialedare.
Gambino emigrerade till USA 1919. Han blev upptagen i Syndikatet där han snabbt steg i graderna. Han konspirerade tillsammans med Lucky Luciano om att mörda den dåvarande bossen (capo di tutti capi) Salvatore Maranzano. 
1957 tog Carlo Gambino över vad som skulle bli Gambinofamiljen, genom att låta mörda den dåvarande maffiabossen. Gambinofamiljen jobbade både med maffian i Italien och i New York och styrde stora delar av USA:s organiserad "The Maffia Commission" som fungerade som ett mötesforum och en högsta instans för maffian.

## Maktövertagandet
1957 mördades en av New Yorks fem maffiabossar, Albert Anastasia ("the Mad Hatter"), på uppdrag av Carlo Gambino och Gambino kunde ta över som boss för den maffiafamilj i New York som fortfarande bär hans namn.

## Gambinos karriär
Carlo var en av New Yorks mäktigaste män under 60- och 70-talen. 
Carlo Gambino dog 1976 av en hjärtattack i sitt eget hem. Han överlät den högsta kontrollen över Gambinosyndikatet till sin kusin Paul "Big Paul" Castellano. 